# Predilecta Alimentos
Predilecta Alimentos Ltda é uma empresa brasileira produtora de alimentos, fundada em 1990. Possui, em seu catálogo, mais de 200 produtos, dentre os quais estão doces, geleias, atomatados, vegetais, molhos, condimentos, entre outros. Se encontra atualmente como líder no segmento de produção de goiabadas (doces) e vegetais (milho e ervilha) e em segundo lugar na produção de molhos (em stand-up). Também exporta, segundo divulgação, para mais de 55 países.

## Marcas
- Predilecta [3]
- Showcau
- Só Fruta
- Salsaretti
- Etti
- Stella d'Oro
- Tradelli
- Saciali
- Franz
- Salatta Show
- Cajamar
- Minas Mais
- Doces São João
- Avellana
- Hops
- Carpe Etiam
- Quality Mais Veggie Food

## Empresas do grupo
- Stella D'Oro [4]
- Só Fruta
- Minas Mais